# حلوان
حلوان واحدة من أقدم مدن مصر الراقية القديمة علي شاطئ النيل، التابعة لحي حلوان بمحافظة القاهرة، يعود تاريخها إلى عصر القدماء المصريين، وكانت في الأصل مدينة فرعونية، ترجع شهرتها الي العيون الكبريتية، والتي تسببت في تحقيق شهرة واسعة وجعلتها ضمن المناطق السياحية في العالم.

## التسمية

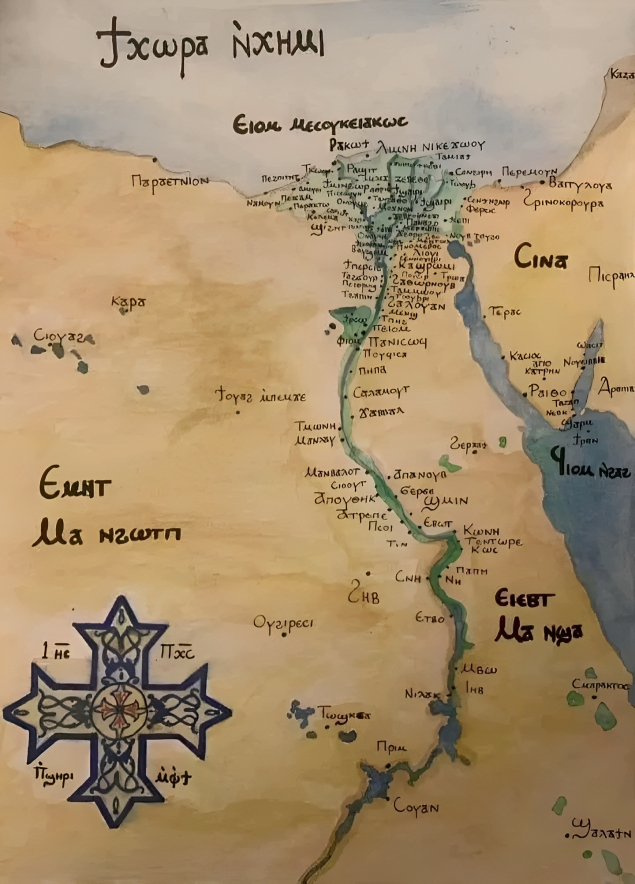
خريطة مصر في العصر القبطي

هناك أكثر من رواية حول التسمية حلوان بهذه التسميّة، منها أنَّ التسمية كانت قبل أكثر من سبعة آلاف سنة، ذكر ذلك في حجر رشيد باللغة الهيروغليفية أنها مدينة الشمس والهواء، وأطلق عليها في عصر الفراعنة «عين آن» ، فكلمة عين تعني عيون المياه الكبريتية والمعدنية الموجودة فيها، أما كلمة «آن» تعنى بالمصرية القديمة كلمة «سمكة»، وفي اللغة القبطية تسمى «حالوان» تحور التسمية إلى «حي – وان» حتي وصل الاسم إلى الحالي.

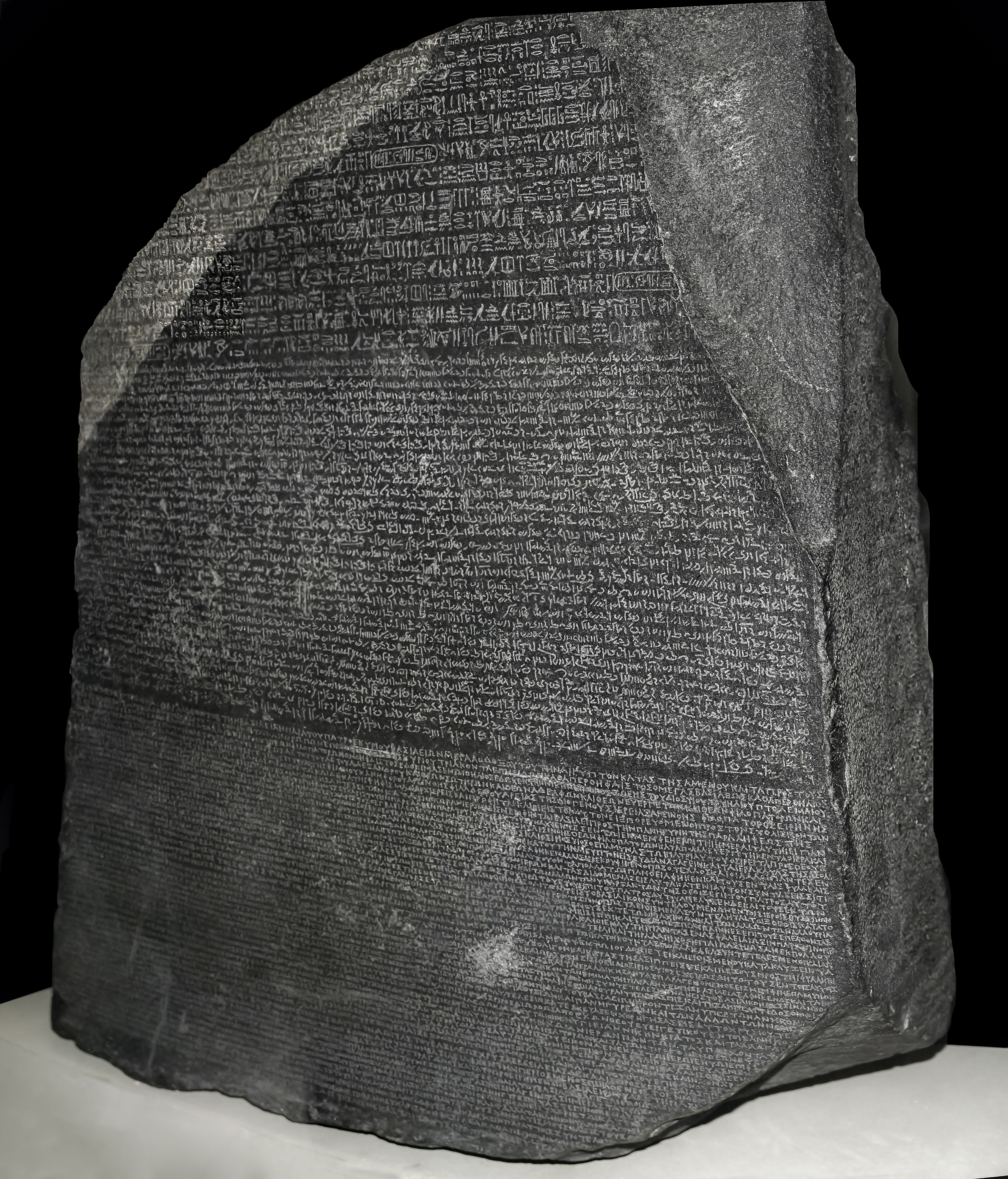
حجر رشيد

الرواية الثانة في عهد والي مصر عبد العزيز بن مروان، اختار حلوان البلد للإقامة بها، وأطلق عليها اسم «حلوان» نسبة إلى مدينة الحلوان الواقعة في العراق، لتشابه المنطقتان في المناخ، ووقوعهما بجوار نهر.
جاء كذلك في الخطط التوفيقية لعلي مبارك أن الإسم أطلق علي ثلاث مناطق في العالم الأولي في « مدينة خراسان» في نيسابور، والثانية في العراق، أما حلوان في مصر سميت علي اسم «حلوان بن عمران بن الحاف بن قضاعة» إذ حصل عليها من أحد الملوك، فسميت باسمه.
ذكر علي مبارك كذلك أن حلوان تقع من شرقي النيل بينها وبين الفسطاط نحو فرسخين.
وهناك قول آخر حول التسمية قيل أنها قرية نزهة في معجم البلدان «كما ذكر ياقوت الحموي»، أن حلوان تنسب إلي حلوان بن عمرو بن امرؤ القيس ملك مصر بن سبأ، كان قائد جيشبلاد الشام، علي مقدمة جيش أبرهة.
والتسمية الأخري في خطط المقريزي، ويقول «في تاريخ الفرنساوية إنها علي شط النيل بينها وبين الفسطاط نحو ثمانية فراسخ، وأنها سميت في العصر القديم «البان» وكانت إحدي المدائن المشهورة بمصر، وتدهورت إلي أن تولي الحكم عبد العزيز بن مروان، فجددها وأصلحها، وأسس مقام له فيها وإقام مقياس النيل بها.

## جغرافيا
تقع مدينة حلوان على هضبة غير مستوية، يتراوح ارتفاعها مابين 4 أمتار عند نهر النيل غربا، ومائة أربعة عشر متر تقريباً، في المناطق الداخلية، والوديان الجافة التي تنخفض عن مستوى نهر النيل، ويعتبر منخفض وادي حوف من أشهرهم، وهو يتصل بنهر النيل عند ذات المدينة، ووادى جراوي أقدم سد مائي في التاريخ، الذي يقع جنوب حلوان بنحو 11 كيلومتر، وعن القاهرة بنحو 40 كيلومتر.

### الموقع
تقع مدينة حلوان على بعد ثلاثين كيلومتراً من وسط القاهرة، إلي الشرق من نهر النيل، والذي يمر بها، وترتفع عن سطح البحر بنحو أربعين متراً، تقع حلوان في مصر، في الجنوب من مدينة القاهرة عاصمة البلاد، إلى الشّمال من بني سويف، على الضفة الشرقيّة لنهر النيل، وإلى الجنوب الشرقيّ من مدينة السادس من أكتوبر وإلى الجنوب الغربي من مدينة القاهرة الجديدة، وإلى الشّمال الشرقيّ من الفيوم، وتعتبر حلوان إحدى الضواحي التابعة لجنوب مدينة القاهرة.
حلوان يحدهـا شـمالاً حي المعادي، ومدينـة الصف مـن ناحية الجنوب، ومن الغرب نهر النيل، ومـن الشرق مدينة 15 مايو، وجبل طره الذي كانت أحجاره مصدر لبناء الأهرامات، وتبلغ مساحتها الكلية نحو (119.200 كم)، أما المساحة المأهولة تقدر بنحو (20.350 كم) تقريباً، ويتميز موقعهـا الجغرافي بملتقى الطـرق النيلية والصحراوية، والمساحة الكبيرة، وطبيعة مناخها المعتدل المشمس معظم فصول العام.

### المناخ
تتميز حلوان بجوها الجاف، ونسبة رطوبة لا تتجاوز 58%، بالإضافة إلي عدة عيون معدنية وكبريتية، لا مثيل لها في العالم، من حيث درجة النقاء والفائدة العلاجية.
يتصف مناخ حلوان بالاعتدال معظم أيام السنة ويتراوح المعدل اليومي لدرجة الحرارة خلال فصل الصيف بين 25 درجة مئوية و34 درجة مئوية في حين يتراوح المعدل اليومي خلال فصل الشتاء بين 18 درجة مئوية و10 درجة مئوية. ويمكن اعتبار أن هناك موسمين خلال العام صيف ساخن من مايو إلى أكتوبر، وشتاء معتدل من نوفمبر إلى أبريل، ويتميز مناخ حلوان أيضاً بأنه جاف جداً، ويسقط المطر بكثافة منخفضة خلال فصل الشتاء، وترتفع مستويات الرطوبة خلال الصيف، وأحياناً تتعرض حلوان لهبوب بعض الرياح الساخنة المحملة بالغبار خلال الفترة الممتدة بين شهري مارس ويونيو وتعرف باسم رياح الخماسين.
| البيانات المناخية لـحلوان,القاهرة مصر                                                                      | البيانات المناخية لـحلوان,القاهرة مصر | البيانات المناخية لـحلوان,القاهرة مصر | البيانات المناخية لـحلوان,القاهرة مصر | البيانات المناخية لـحلوان,القاهرة مصر | البيانات المناخية لـحلوان,القاهرة مصر | البيانات المناخية لـحلوان,القاهرة مصر | البيانات المناخية لـحلوان,القاهرة مصر | البيانات المناخية لـحلوان,القاهرة مصر | البيانات المناخية لـحلوان,القاهرة مصر | البيانات المناخية لـحلوان,القاهرة مصر | البيانات المناخية لـحلوان,القاهرة مصر | البيانات المناخية لـحلوان,القاهرة مصر | البيانات المناخية لـحلوان,القاهرة مصر |
| الشهر | يناير                                 | فبراير                                | مارس                                  | أبريل                                 | مايو                                  | يونيو                                 | يوليو                                 | أغسطس                                 | سبتمبر                                | أكتوبر                                | نوفمبر                                | ديسمبر                                | المعدل السنوي                         |
| --- | ------------------------------------- | ------------------------------------- | ------------------------------------- | ------------------------------------- | ------------------------------------- | ------------------------------------- | ------------------------------------- | ------------------------------------- | ------------------------------------- | ------------------------------------- | ------------------------------------- | ------------------------------------- | ------------------------------------- |
| الدرجة القصوى °م (°ف)                                                                                      | 31 (88)                               | 36 (97)                               | 40 (104)                              | 42 (108)                              | 44 (111)                              | 48 (118)                              | 44 (111)                              | 42 (108)                              | 44 (111)                              | 41 (106)                              | 37 (99)                               | 33 (91)                               | 48 (118)                              |
| متوسط درجة الحرارة الكبرى °م (°ف)                                                                          | 18.9 (66.0)                           | 20.4 (68.7)                           | 23.5 (74.3)                           | 28.3 (82.9)                           | 32 (90)                               | 33.9 (93.0)                           | 34.7 (94.5)                           | 34.2 (93.6)                           | 32.6 (90.7)                           | 29.2 (84.6)                           | 24.8 (76.6)                           | 20.3 (68.5)                           | 27.73 (81.91)                         |
| المتوسط اليومي °م (°ف)                                                                                     | 13.6 (56.5)                           | 14.9 (58.8)                           | 16.9 (62.4)                           | 21.2 (70.2)                           | 24.5 (76.1)                           | 27.3 (81.1)                           | 27.6 (81.7)                           | 27.4 (81.3)                           | 26 (79)                               | 23.3 (73.9)                           | 18.9 (66.0)                           | 15 (59)                               | 21.38 (70.48)                         |
| متوسط درجة الحرارة الصغرى °م (°ف)                                                                          | 9 (48)                                | 9.7 (49.5)                            | 11.6 (52.9)                           | 14.6 (58.3)                           | 17.7 (63.9)                           | 20.1 (68.2)                           | 22 (72)                               | 22.1 (71.8)                           | 20.5 (68.9)                           | 17.4 (63.3)                           | 14.1 (57.4)                           | 10.4 (50.7)                           | 15.76 (60.37)                         |
| أدنى درجة حرارة °م (°ف)                                                                                    | −1 (30)                               | −2 (28)                               | 0 (32)                                | 3 (37)                                | 10 (50)                               | 10 (50)                               | 17 (63)                               | 14 (57)                               | 16 (61)                               | 11 (52)                               | 2 (36)                                | −2 (28)                               | −2 (28)                               |
| الهطول مم (إنش)                                                                                            | 5 (0.2)                               | 3.8 (0.15)                            | 3.8 (0.15)                            | 1.1 (0.04)                            | 0.5 (0.02)                            | 0.1 (0.00)                            | 0 (0)                                 | 0 (0)                                 | 0 (0)                                 | 0.7 (0.03)                            | 3.8 (0.15)                            | 5.9 (0.23)                            | 24.7 (0.97)                           |
| متوسط أيام هطول الأمطار (≥ 0.01 mm)                                                                        | 3.5                                   | 2.7                                   | 1.9                                   | 0.9                                   | 0.5                                   | 0.1                                   | 0                                     | 0                                     | 0                                     | 0.5                                   | 1.3                                   | 2.8                                   | 14.2                                  |
| متوسط الرطوبة النسبية (%)                                                                                  | 59                                    | 54                                    | 53                                    | 47                                    | 46                                    | 49                                    | 58                                    | 61                                    | 60                                    | 60                                    | 61                                    | 61                                    | 55.75                                 |
| ساعات سطوع الشمس الشهرية                                                                                   | 217                                   | 232                                   | 279                                   | 300                                   | 310                                   | 360                                   | 372                                   | 341                                   | 300                                   | 279                                   | 240                                   | 186                                   | 3٬416                                 |
| المصدر #1: المنظمة العالمية للأرصاد الجوية (UN), Climate Charts for mean, yearly temperatures and humidity |                                       |                                       |                                       |                                       |                                       |                                       |                                       |                                       |                                       |                                       |                                       |                                       |                                       |
| المصدر #2: Voodoo skies and Bing Weather for record temperatures, BBC Weather for sunshine                 |                                       |                                       |                                       |                                       |                                       |                                       |                                       |                                       |                                       |                                       |                                       |                                       |                                       |

## التقسيم الإداري

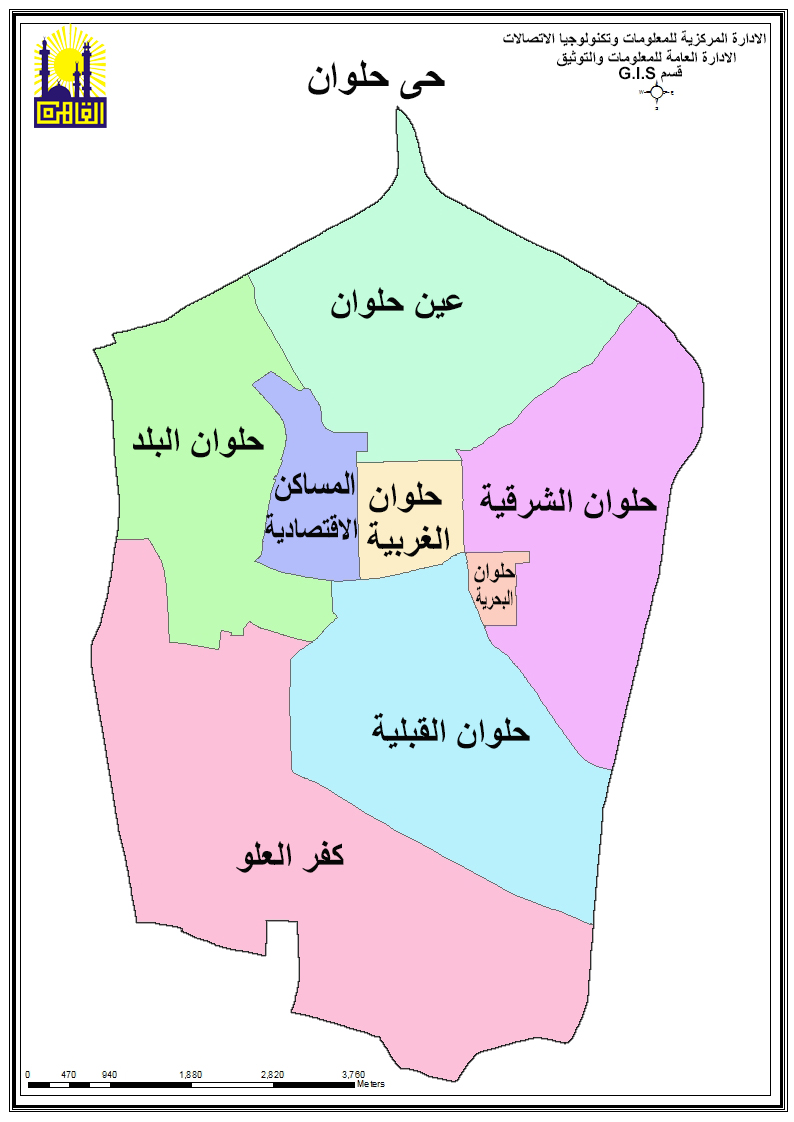
التقسيم الإداري لحي حلوان

### الشياخات
تنقسم المدينة إلى ثمان مناطق رئيسية هي:
| الشياخة              | عدد السكان |
| -------------------- | ---------- |
| * عين حلوان          |            |
| * حلوان الشرقية      |            |
| * حلوان القبلية      |            |
| * حلوان الغربية      |            |
| * حلوان البحرية      |            |
| * المساكن الاقتصادية |            |
| * حلوان البلد        |            |
| * كفر العلو          |            |

### الحدود الادارية
- الحد الشمالي: المعصرة.
- الحد الجنوبي: حي التبين.
- الحد الشرقي: طريق الأوتوستراد ومدينة 15 مايو.
- الحد الغربي: طريق كورنيش النيل، محافظة الجيزة.

## معرض الصور

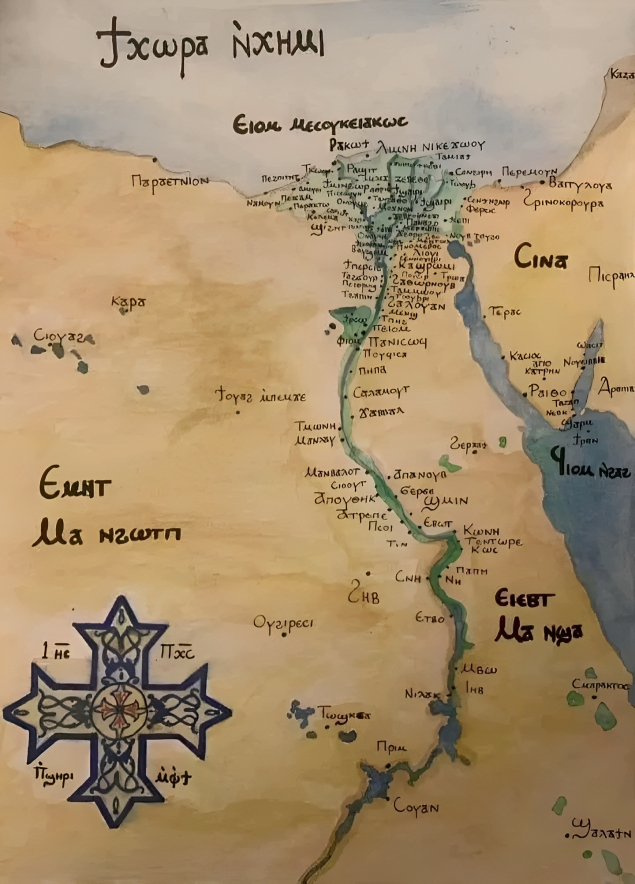
خريطة مصر في العصر القبطي
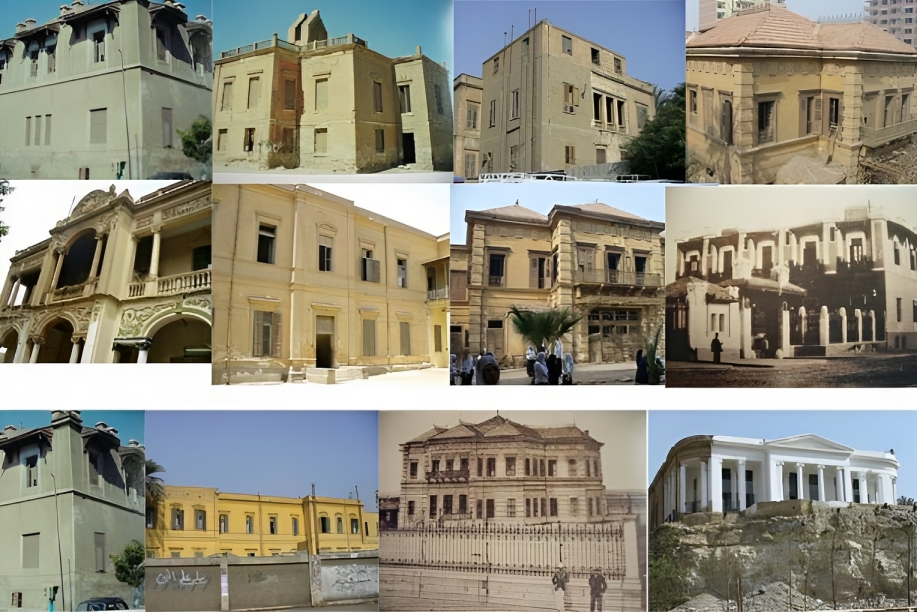
قصور حلوان التاريخية
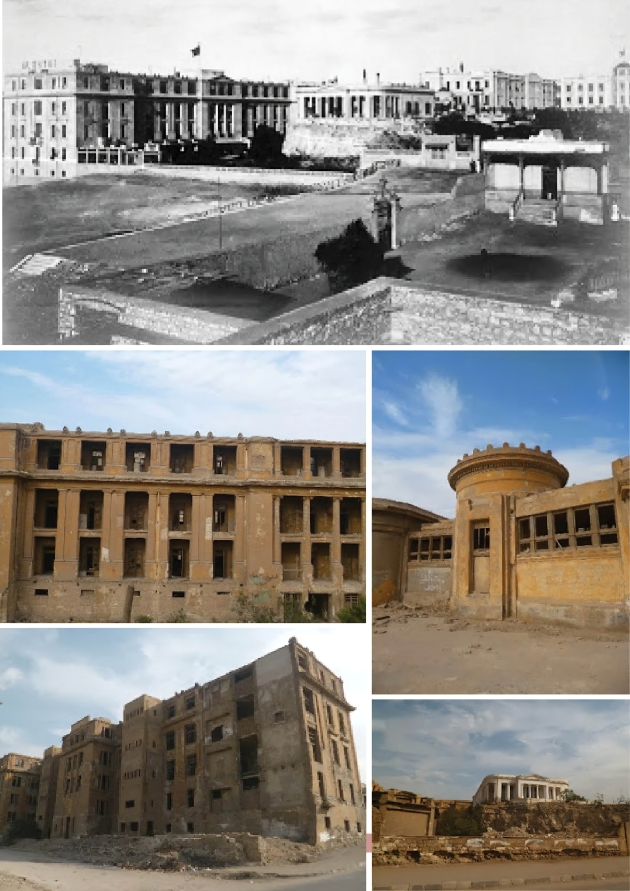
فندق عين الحياة
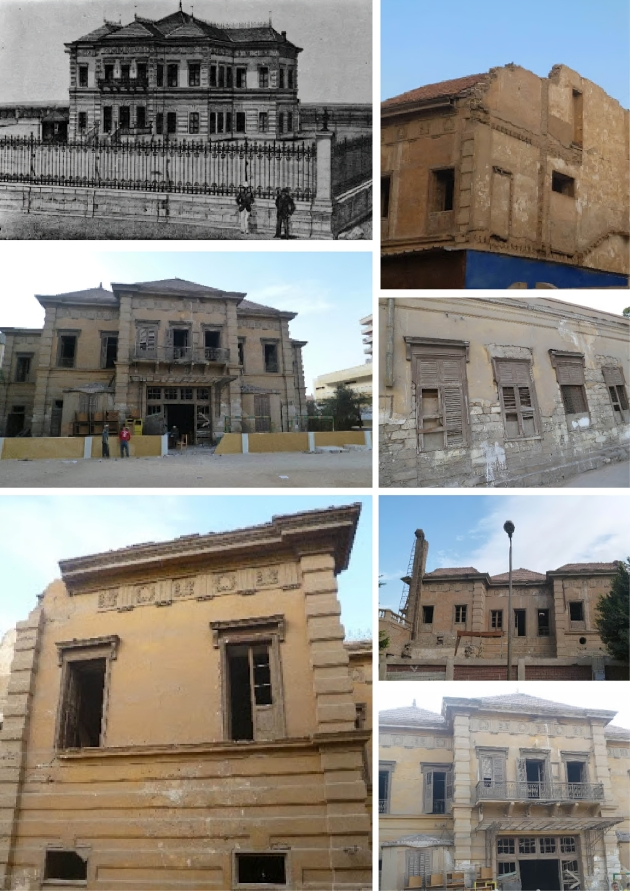
قصور حلوان التاريخية